# Стеркфонтейн
Сте́ркфонте́йн (африк. Sterkfontein) — комплекс из шести подземных залов на глубине более 40 метров в ЮАР, в которых были найдены ископаемые гоминиды. Находятся в провинции Гаутенг неподалёку от Йоханнесбурга близ Сварткранса. Объект национального наследия Южной Африки, объявлен комплексом памятников «Колыбель человечества» в списке Всемирного наследия ЮНЕСКО в 1999 году. Пещеры Стеркфонтейн также являются местом обитания множества диких африканских видов ос, включая ос из рода Belonogaster.

## Антропологические находки и датировка отложений
Пещеры стали местом, где учёные получили максимум информации и источников, позволяющих понять эволюцию человека — в них было обнаружено более 500 окаменелостей и фрагментов скелетов. Раскопки в пещерах длятся уже более века. Они начались в конце 1890-х годов, когда в пещерах добывали известняк. Во время работ были замечены древние окаменелости, которые и привлекли к пещерам внимание учёных.
В 1936 году студенты под руководством профессора Раймонда Дарта и доктора Роберта Брума из Университета Витватерсранда начали планомерные палеоантропологические раскопки. В пещерах также был найден первый взрослый австралопитек, что подкрепило предположение Дарта о том, что череп, известный как Таунгский ребёнок (англ. Australopithecus africanus), был предком человека.
Во время Второй мировой войны раскопки были приостановлены, но после неё доктор Роберт Брум продолжил археологические изыскания. В апреле 1947 года в пещерах была сделана сенсационная находка — череп «миссис Плез». Полностью сохранившийся женский череп австралопитека дошёл до нас из эпохи плиоцена — периода от 2,6 до 2,8 млн лет назад. Археологи предположили, что череп Sts 5 был женский A. africanus (возможно подростковый), хотя некоторые исследователи сомневаются в его точном определении. Изначально череп Sts 5 получил название Plesianthropus transvaalensis (близкий к человеку из Трансвааля), но затем стал более известен под именем «миссис Плез».
В 1976 году А. Р. Хью нашёл череп Stw 53 — Homo gautengensis (Stw 53, SK 847). Название вида было дано по соответствии со словом «Gauteng». В переводе с языка племени «сесото» оно означает «золотое место». Это название южноафриканской провинции, в которой был найден череп.
В 1994—1998 годах в пещерной системе были обнаружены останки взрослого австралопитека Stw 573, названного «Литл Фут» (англ. Little Foot), так как первыми найденными частями были кости стопы. Предположительно, он жил более двух миллионов лет назад. Череп «Литл Фута» (StW 573), датируемый возрастом 3,67 млн л. н., жил в одно время с ранними представителями Australopithecus afarensis. У него выявлен примитивный признак — диастемы на верхней и нижней челюстях. Мозг его был асимметричен — выявлены неровности на внутренней поверхности черепа (левая затылочная петалия). Современные технологии исследований привели к тому, что по мнению палеоантропологов, «Литл Фут» (StW 573) относится к выделенному в 1948 году малоизвестному виду Australopithecus prometheus, а не к австралопитеку африканскому, как предполагалось ранее.
Антропологические находки StW 573 (408 см³), StW 1252 (575 см³) вместе с несколькими другими нетипичными находками, сделанными в пещерах Макапансгат, выделяются некоторыми учёными в отдельный вид Australopithecus prometheus. Существуют различные точки зрения на способ передвижения австралопитека по имени «Маленькая стопа». Искривление локтевой кости у австралопитека Little Foot, как и у орангутанов, и у сахелантропа, является реакцией на поведение, при котором передняя конечность обычно используется для передвижения. Строение костей плечевого пояса «Литл Фута» (StW 573) ближе к таковому у современных человекообразных обезьян, чем к строению костей плечевого пояса у современного человека. Строение верхних позвонков «Литл Фута» позволяло ему держать и поворачивать голову так, как это свойственно приматам, ведущим древесный образ жизни.
Череп Australopithecus africanus Stw 578 из пещеры Яковец (Jacovec Cavern) с использованием атомов бериллия датируется возрастом 4,0—4,2 млн л. н., но наличие костей лошадей рода Equus, которые появились в Южной Африке не ранее 2,3 млн л. н.,
предполагает, что отложения не могут быть старше 2,36 млн л. н., а значит отложения в пещере были переотложены. Морфология внутреннего уха StW 578 близка к австралопитекам из слоя Sterkfontein M4. Ключица Stw 606 маленькая, с резким плечевым изгибом, что отличает её от ключиц австралопитеков и людей и сближает с ключицей шимпанзе. Плечевая кость Stw 600 похожа на кости австралопитеков.
В 2010 году буквально на поверхности земли сын палеонтолога Ли Бергера нашёл камень, в котором торчал зуб, рядом находились разрозненные фрагменты скелета. Археологи обнаружили на этом месте остатки австралопитека седиба. Анализ костей позволил предположить, что их возраст близок ко времени возникновения рода Homo — около 1,95 млн лет и по мнению учёного, он является потомком «африканца» — A. africanus или представляет образец предка смешанного типа: имеет черты примата и признаки человека. Возможно, археологом найдена тупиковая ветвь Homo sapiens или прародитель человека прямоходящего (Homo erectus). Изучив структуру кистей рук австралопитеков седиба, антропологи определили, что они могли использовать передние конечности как для изготовления орудий труда, так и для жизни на ветвях деревьев. В отличие от других австралопитеков, суставы больших пальцев австралопитеков седиба играют важную роль в использовании орудий труда и других предметов и по своей анатомии они значительно ближе к аналогичным костям древних людей и прочих представителей рода Homo, чем к обезьянам.
Трёхмерные модели головок бедренных костей австралопитека StW 522 и гоминина StW 311 показали, что тазобедренный сустав StW 522 был ближе к человеческому, тогда как у StW 311 тазобедренный сустав был таким, будто он значительную часть времени ползал по деревьям. StW 522 жил 2—2,8 млн л. н., StW 311 — 1,4—1,7 млн л. н. (Homo или парантроп).
Проксимальный отдел бедренной кости из пещеры Яковец StW 598 хорошо подходит для вертлужной впадины Sts 14, а бедренная кость StW 367 из слоя Sterkfontein M4 имеет сходство с бедренной костью StW 598.
Самку Sts 14 с широким крестцом и самца StW 431 с более узким и удлинённым крестцом из слоя Sterkfontein M4 условно относят к A. africanus. Крестец Sts 14 сохраняет левую сторону первых двух крестцовых позвонков. Крестец StW 431 сохраняет большую часть первых двух с половиной крестцовых позвонков на левой стороне. По данным уран-свинцового (U-Pb) датирования, максимальный период накопления слоя Sterkfontein M4 составляет от 2,61 до 2,07 млн лет назад. Sts 14 был найден в едином блоке недалеко от Sts 5 («Госпожа Плез»). Если предположить, что крестец A. africanus имел такую же изменчивую форму, как у современных людей и существующих видов больших человекообразных обезьян, то маловероятно, что Sts 14 и StW 431 принадлежат к одному виду австралопитеков. Поскольку ни Sts 14, ни StW 431 не связаны с краниодентальными останками, остаётся невозможным сделать вывод, кто из них принадлежит к виду A. africanus, но StW 431, вероятно, может относиться к виду A. prometheus.
В системе пещер в больших массах костяной брекчии, за годы исследований были найдены окаменелости разных периодов, датирующиеся от 3,5 до 1,5 млн лет. В дополнение к пятистам скелетным окаменелостям древнего человека найдены тысячи других окаменевших остатков: животных, более трёхсот фрагментов окаменелой древесины и более 9 тыс. каменных инструментов.
В публикации 2022 года учёные пришли к выводу, что кальцит, возраст которого был определён с помощью уран-свинцового и палеомагнитного методов оказался в слое М4 гораздо позже костей гоминин. Для отложений слоя M4 методом космогенного датирования по алюминию-26 и бериллию-10 получен возраст около 3,41±0,11 млн лет, для отложений из пещеры Фоссилс — 3,49±0,19 млн лет, для пещеры Яковец с черепом StW-578 и несколькими фрагментами посткраниального скелета — 3,61±0,09 млн лет. Из двух окаменелостей Equus, найденных в слое М4, одна оказалось костью представителя семейства полорогих (Bovidae), а вторая, видимо, попала в слой M4 из более поздних отложений.

## Галерея

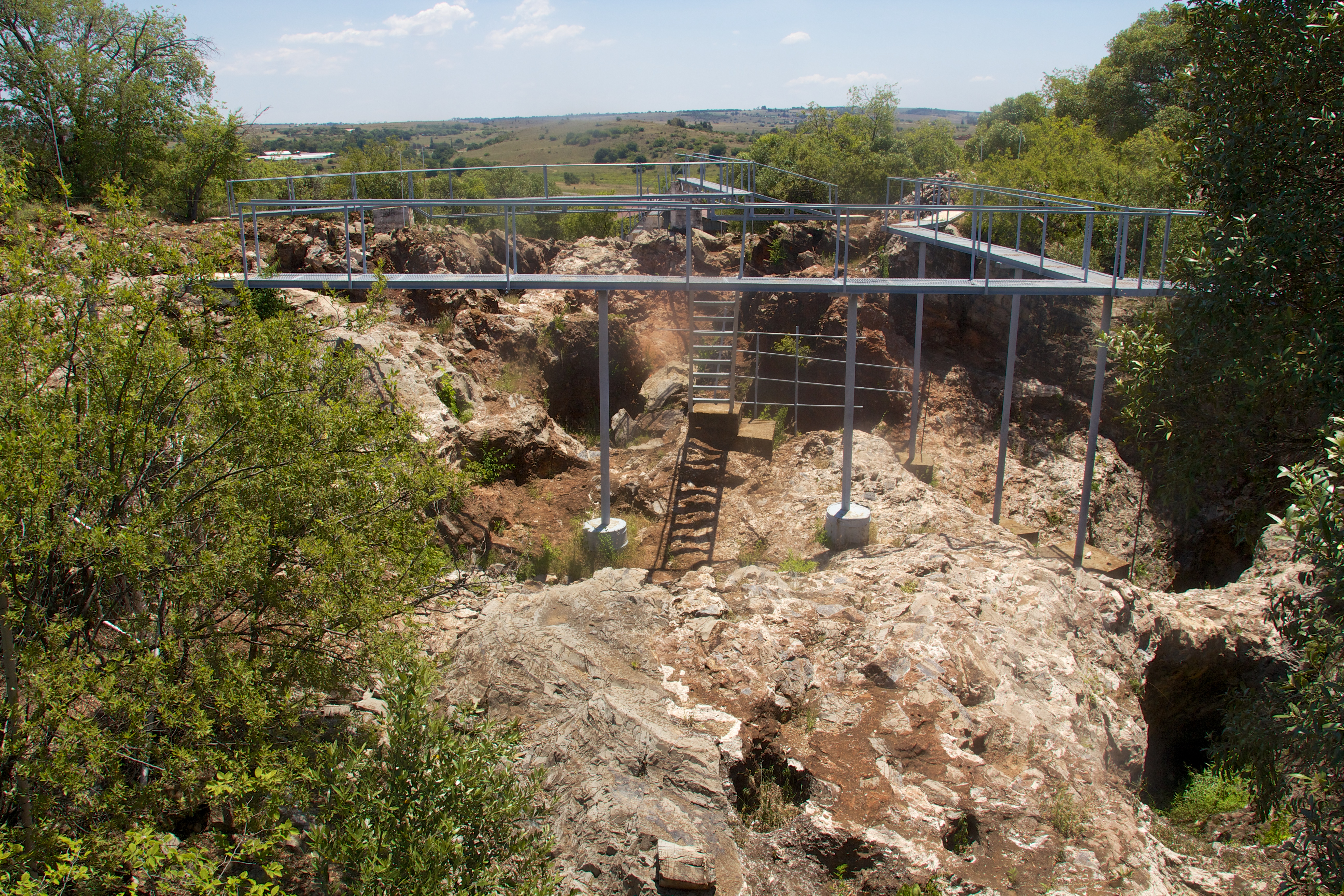
Раскопки в пещерах Стеркфонтейн
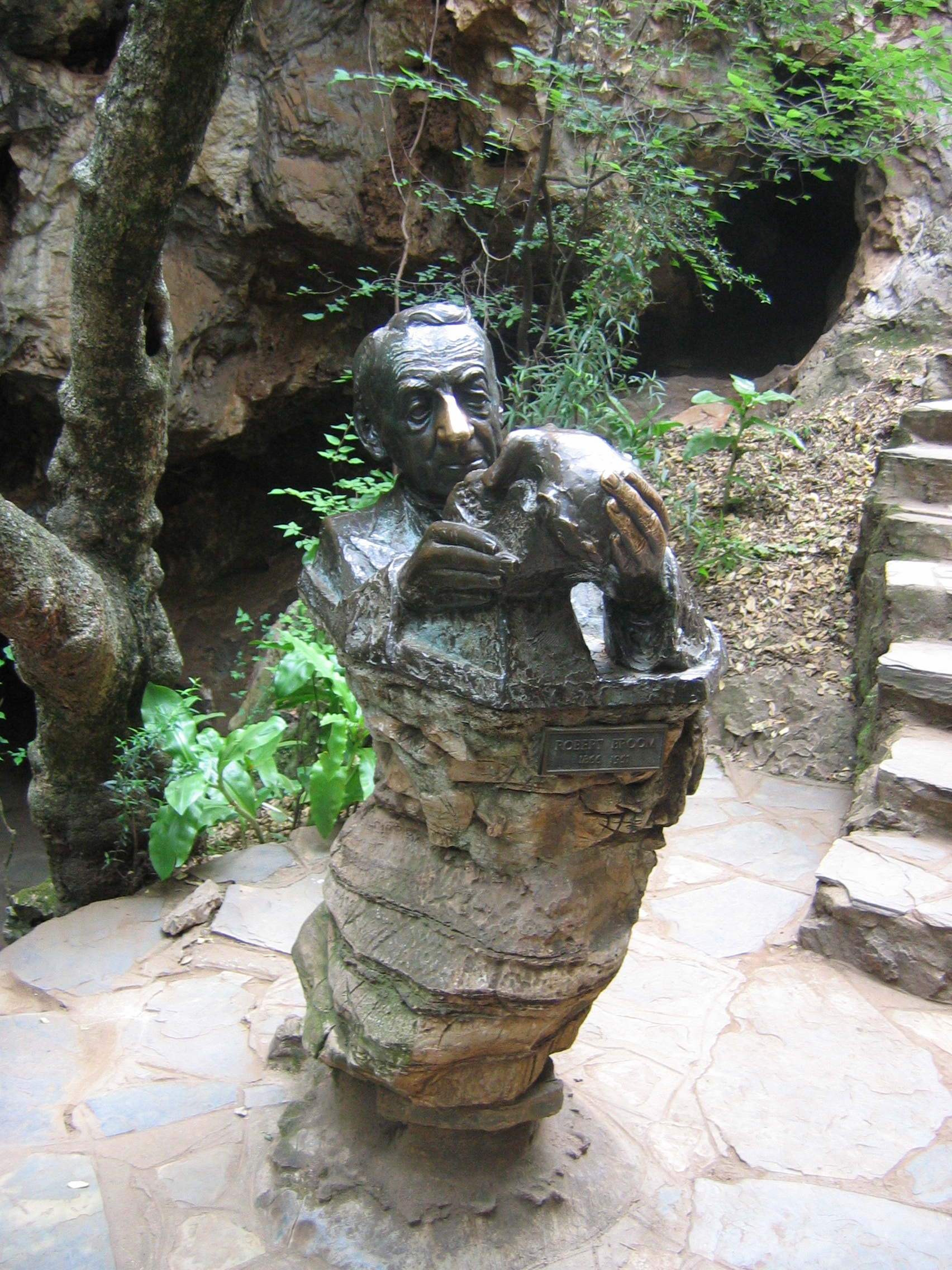
Памятник Роберту Бруму
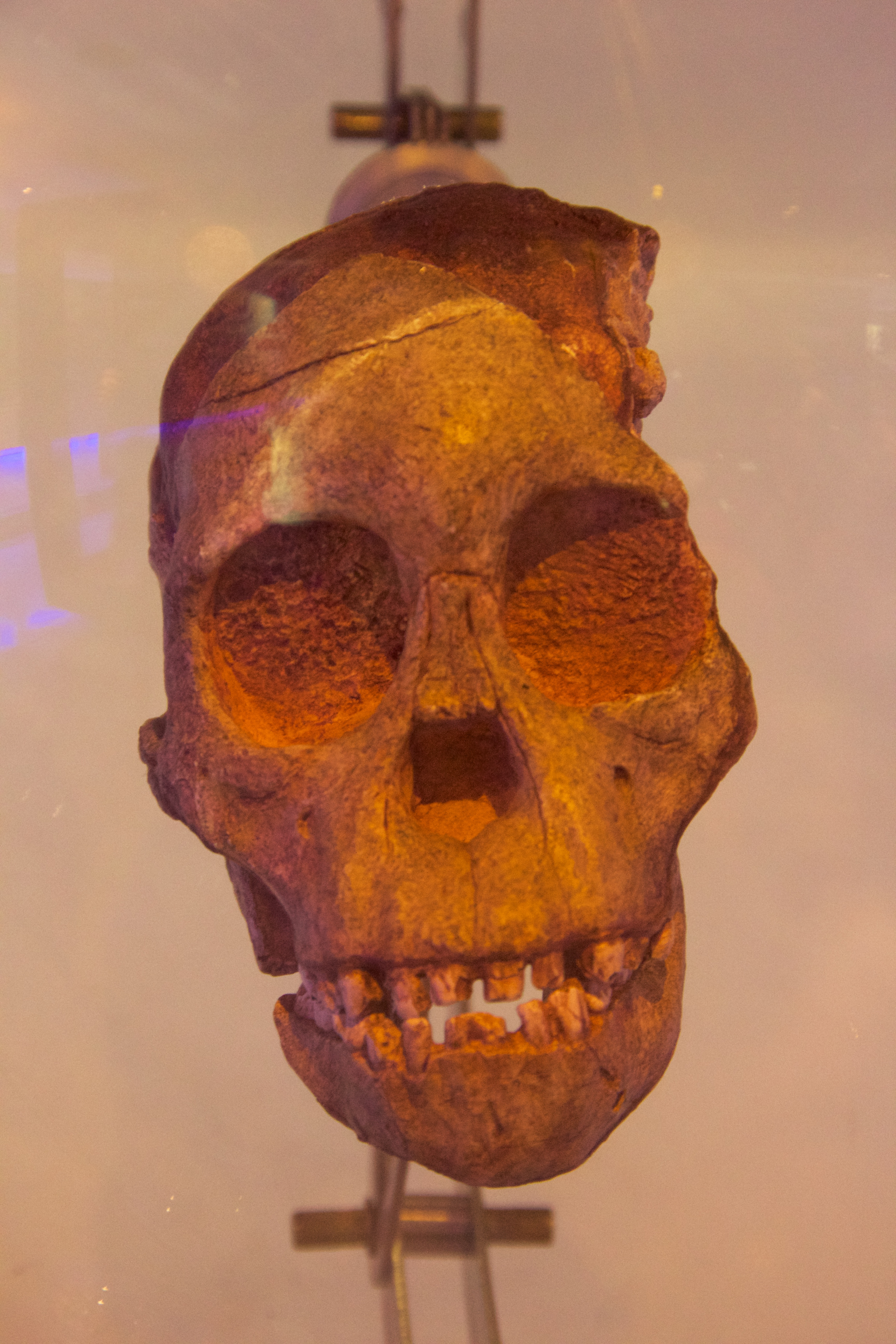
Череп «Таунганского ребёнка», Таунг, 1924 год
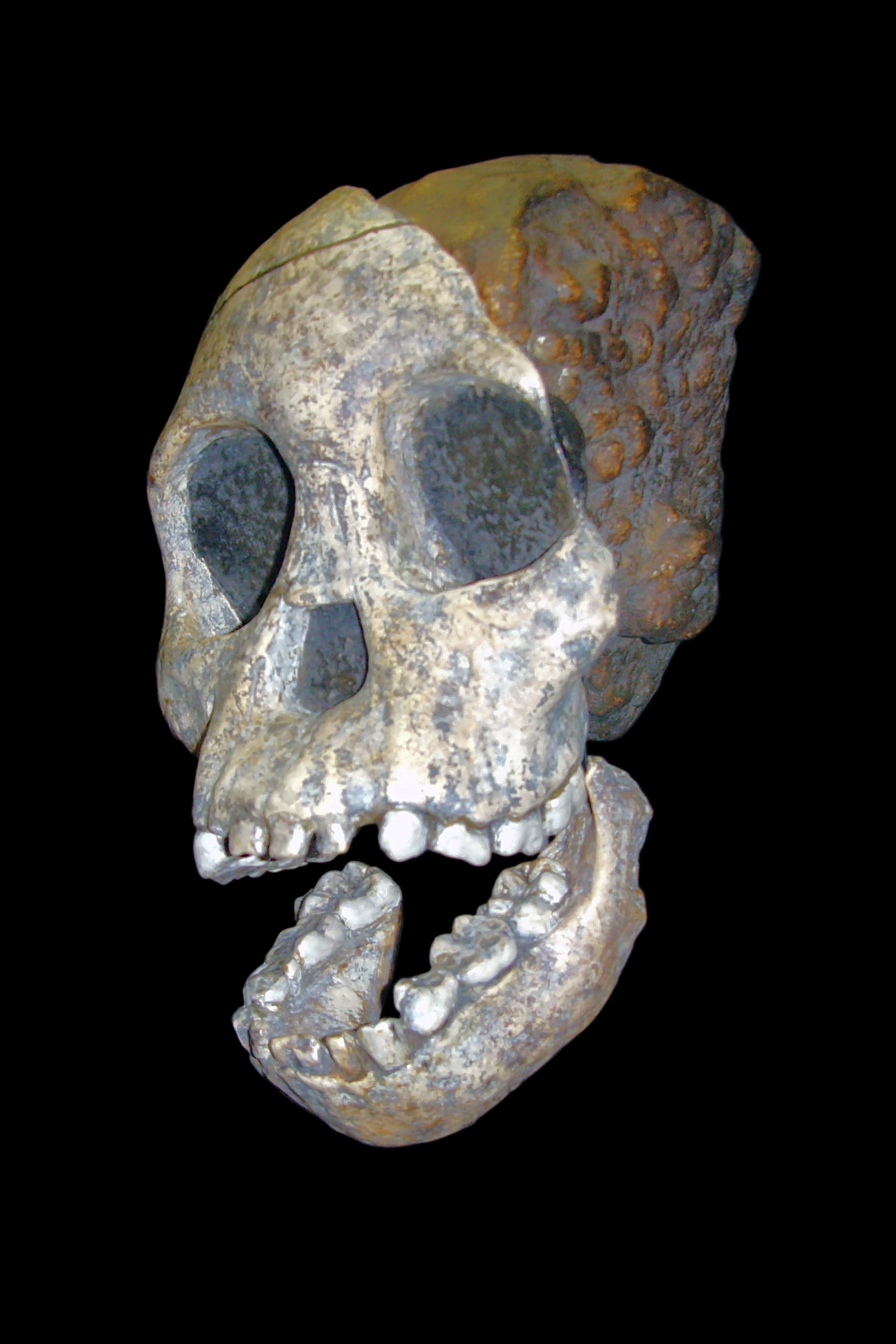
Реплика[англ.] «Таунганского ребёнка» (Taung 1)
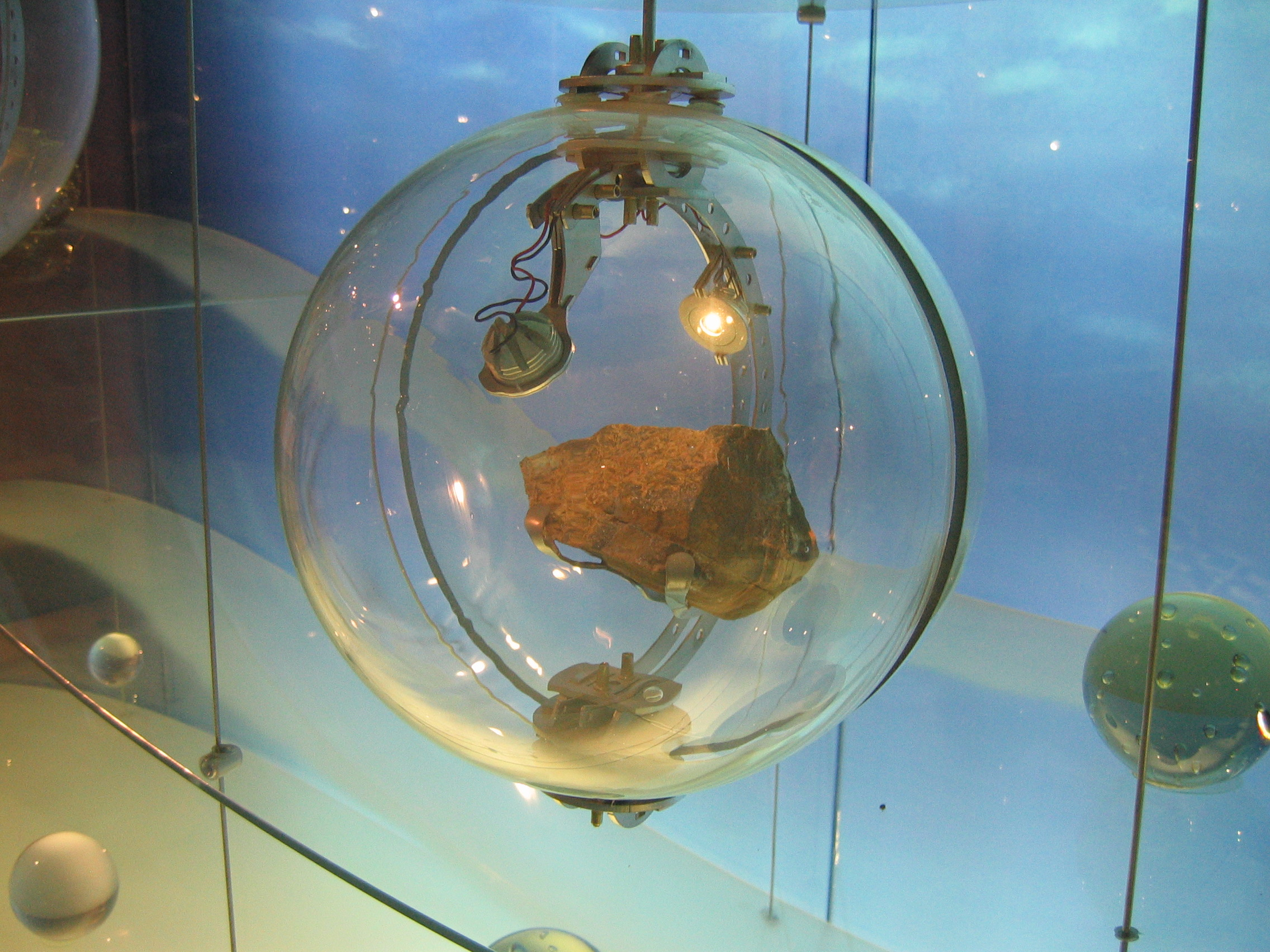
Стеркфонтейнcкие отложения
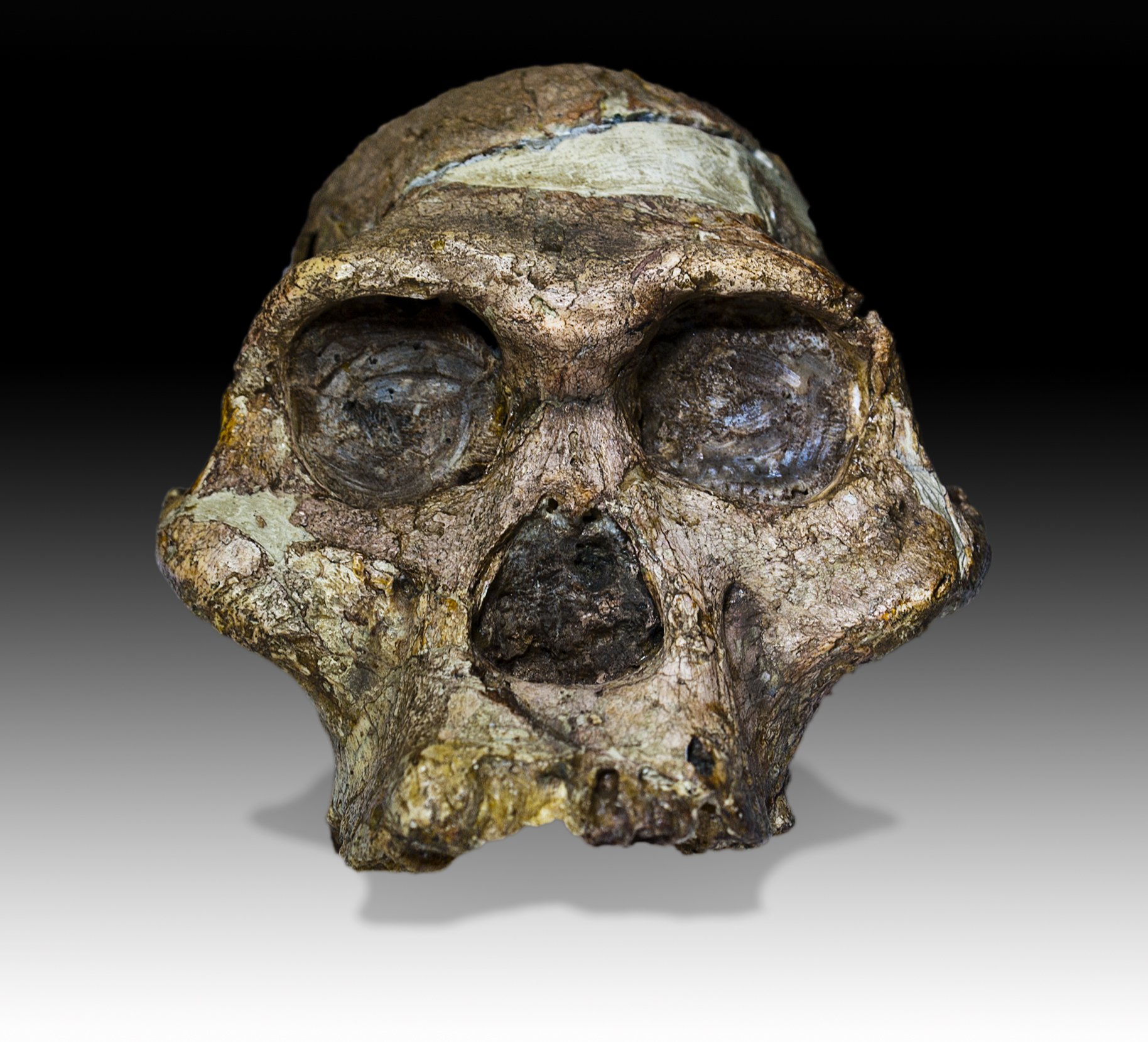
Череп Australopithecus africanus (2,1 млн л. н.). «Миссис Плез»[англ.]
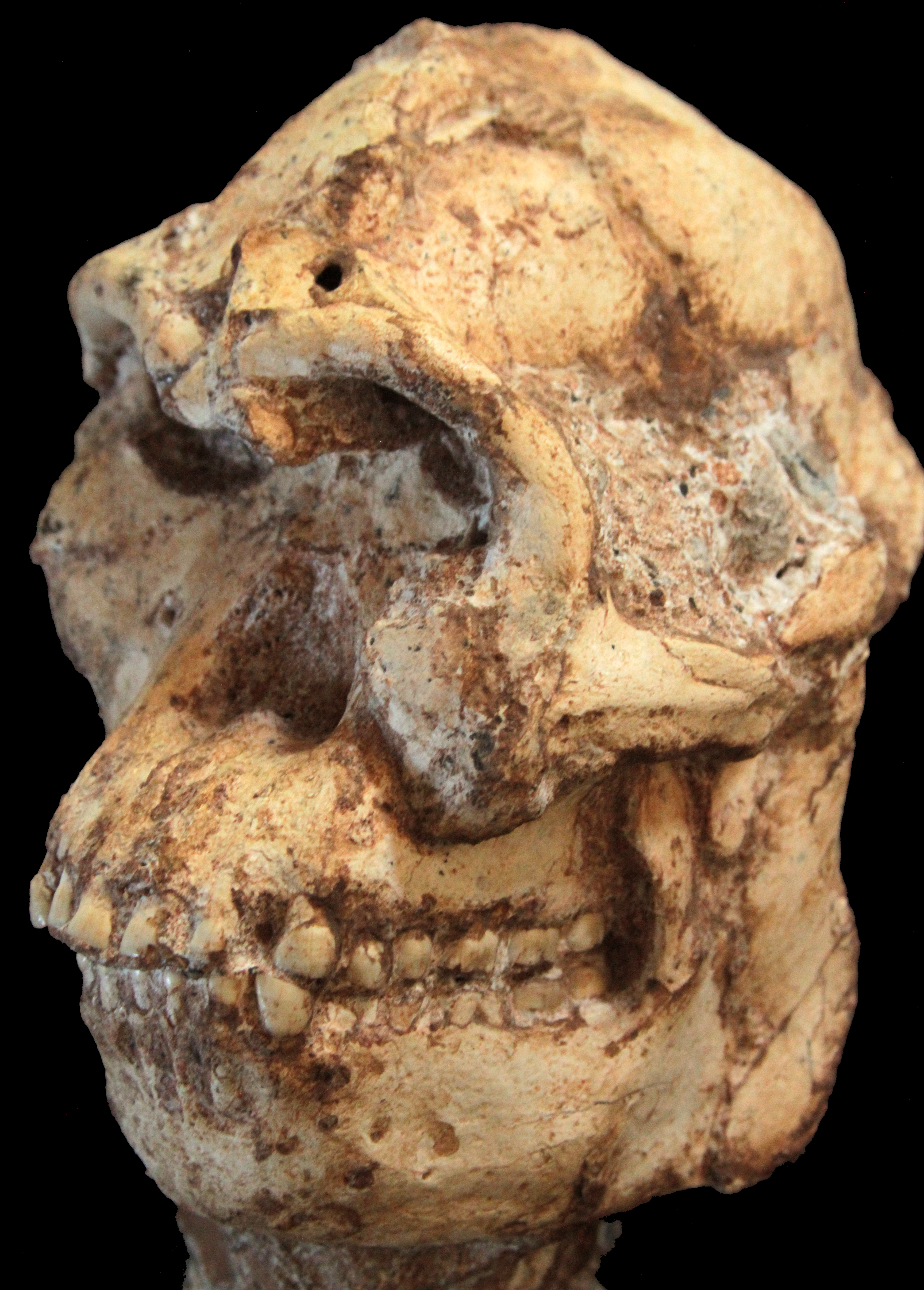
Череп Little Foot[англ.]
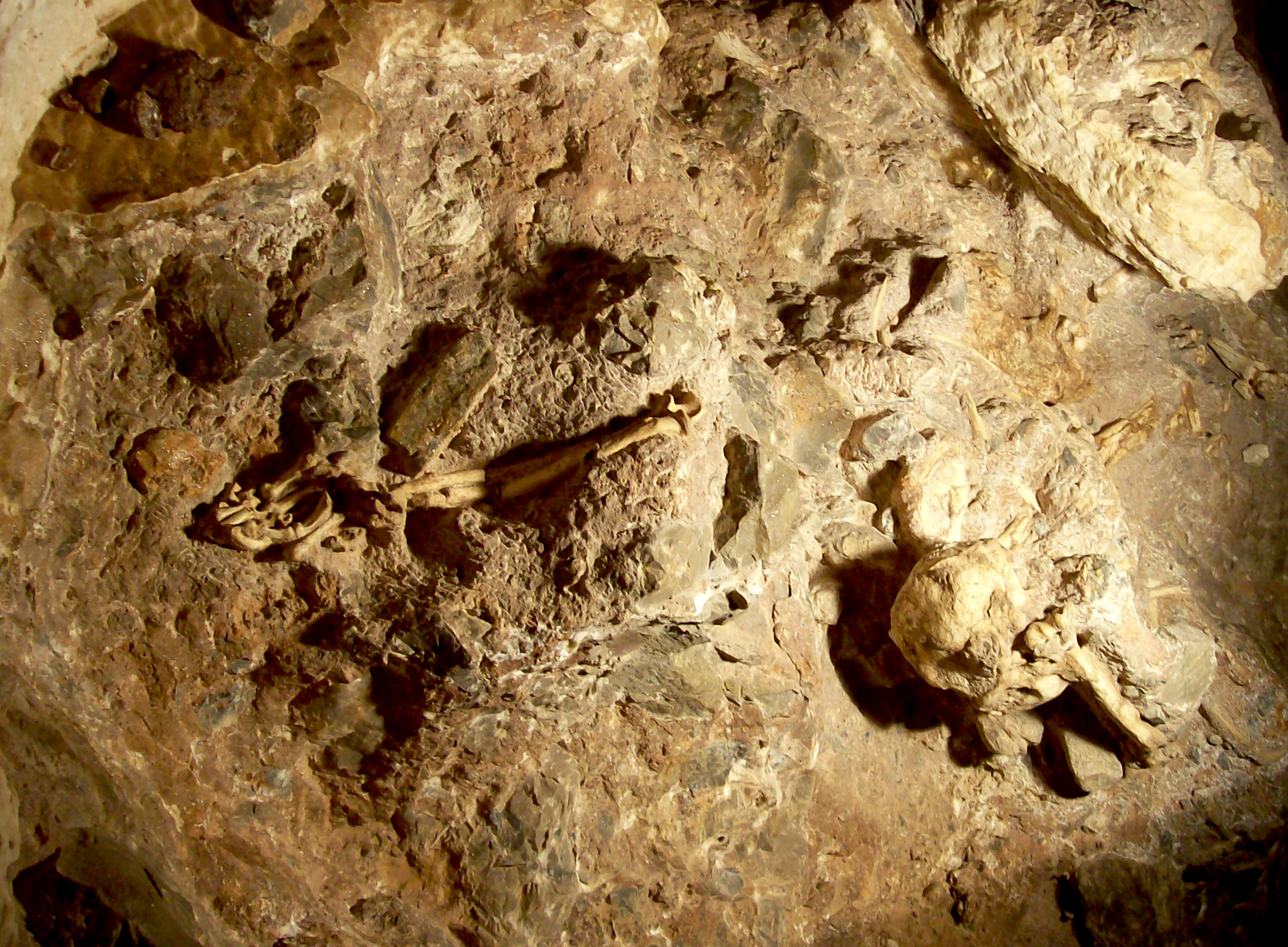
Вид на место находки «Литлфута» в 2006 году
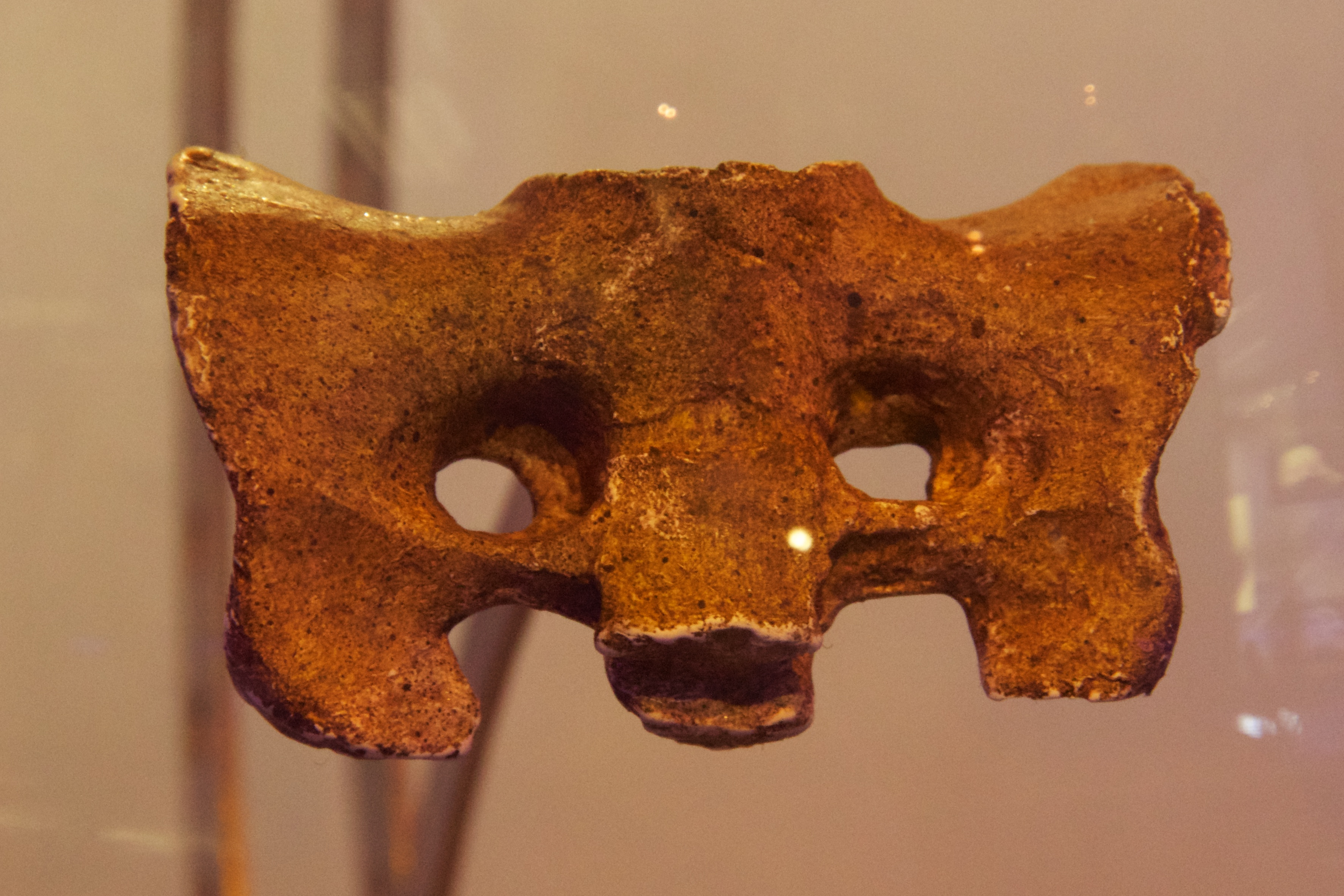
Крестец Sts 14[англ.]
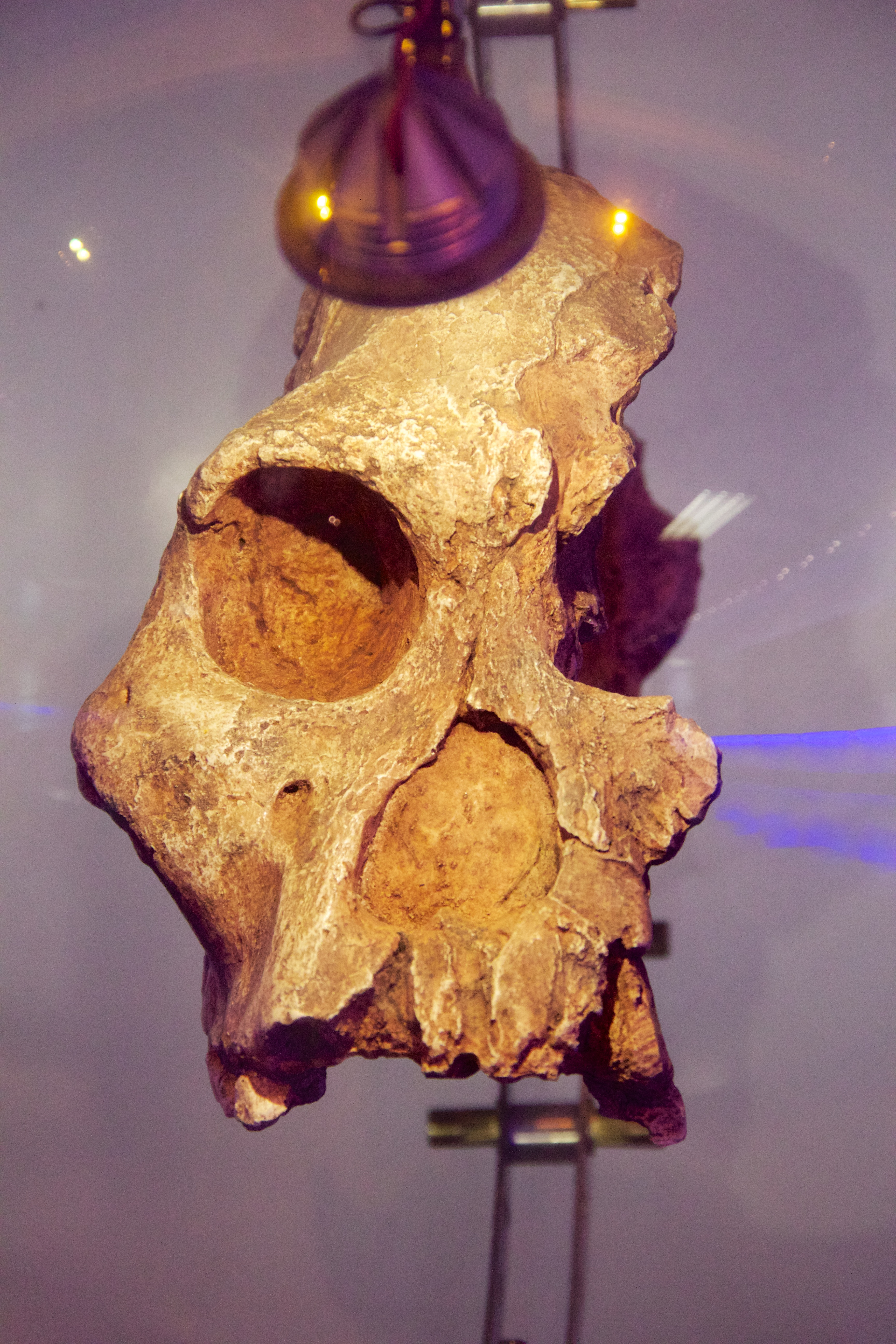
Австралопитек африканский Sts 71[англ.]
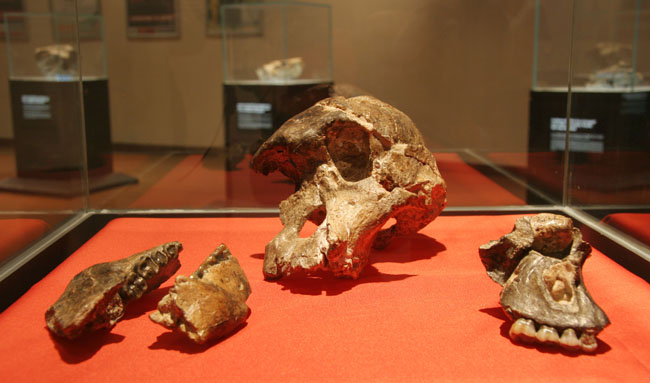
Наиболее полный со времён раскопок Брума череп австралопитека StW 505[англ.], обнаруженный в пачке 4